# Herbert Runge
Herbert Runge (* 23. Januar 1913 in Elberfeld; † 11. März 1986 in Wuppertal) war ein deutscher Boxer.

## Amateur
Herbert Runge erlernte das Boxen beim Elberfelder Boxclub. Zwischen 1935 und 1943 wurde er sieben Mal Deutscher Meister in der höchsten Gewichtsklasse, dem Schwergewicht. 1940, 1941 und 1944 gewann Hein ten Hoff den Titel.
Bei Amateureuropameisterschaften gelangen ihm in den 1930er Jahren drei Medaillenplatzierungen: 1934 in Budapest und 1937 in Mailand belegte er jeweils den zweiten Platz, 1939 in Dublin wurde er Dritter. Sein größter Erfolg gelang ihm bei den Olympischen Spielen 1936 in Berlin mit der Goldmedaille im Schwergewicht. Im Finale besiegte er den Argentinier Guillermo Lovell nach Punkten.

## Profi
Nach dem Zweiten Weltkrieg versuchte sich Runge von 1946 bis 1949 auch im Profilager, war da allerdings wenig erfolgreich und gewann nur fünf seiner 26 Kämpfe. Vier Mal boxte er dabei gegen Richard Grupe, den Vater von Norbert Grupe: Zwei Kämpfe konnte er unentschieden gestalten, die anderen beiden Begegnungen verlor er. Gegen Hein ten Hoff verlor er drei Mal, unter anderem in seinem einzigen Titelkampf als Profi, am 3. Juni 1949 im Kampf um die Deutsche Meisterschaft im Schwergewicht. Des Weiteren unterlag er gegen Arno Kölblin und in seinem letzten Profikampf gegen Heinz Neuhaus.

## Gedenken
Heute noch erinnert eine Olympia-Eiche im Wuppertaler Stadion am Zoo an den einzigen deutschen Schwergewichtsolympiasieger. Sie befindet sich auf der Südostseite des Stadions, wo sie als einzige Eiche in einem Birken- und Buchenwald auffällt. Eine Gedenktafel am Zaun, der das Waldstück vom Gästebereich des Stadions trennt, erinnert an den verstorbenen Boxer.